# Las Piedras (Las Piedras)
Las Piedras es un barrio-pueblo ubicado en el municipio de Las Piedras en el estado libre asociado de Puerto Rico. En el Censo de 2010 tenía una población de 1500 habitantes y una densidad poblacional de 3.147,57 personas por km².

## Geografía
Las Piedras se encuentra ubicado en las coordenadas 18°10′58″N 65°51′58″O / 18.18278, -65.86611. Según la Oficina del Censo de los Estados Unidos, Las Piedras tiene una superficie total de 0.48 km², que corresponden a tierra firme.

## Demografía
Según el censo de 2010, había 1500 personas residiendo en Las Piedras. La densidad de población era de 3.147,57 hab./km². De los 1500 habitantes, Las Piedras estaba compuesto por el 63.47% blancos, el 10.2% eran afroamericanos, el 0.07% eran amerindios, el 0.27% eran asiáticos, el 8.13% eran de otras razas y el 17.87% pertenecían a dos o más razas. Del total de la población el 99.27% eran hispanos o latinos de cualquier raza.